# Podișul Sucevei
Podișul Sucevei este o subregiune de podiș a Podișului Moldovei, numită astfel după râul principal care îl drenează (râul Suceava) și după cel mai important centru urban din regiune: municipiul Suceava.
Se delimitează între Câmpia Moldovei, aflată la nord-est, subregiunea Podișului Central Moldovenesc a Podișului Bârladului, aflat la sud-est, Carpații Orientali (Obcinele Bucovinei) și Subcarpații Moldovei, aflați la sud-vest. În viziunea lui Vintilă M. Mihăilescu, limita sa nordică este constituită de unele sectoare de cuestă ale văilor Prutului și Ceremușului, prin care este despărțit de Podișul Hotinului din Podișul Moldovei de Nord și de Bazinul Prutului Superior din Podișul Pocuției.
În partea de nord se află frontiera între România și Ucraina. Suprafața sa, de circa 9000 km2 pe teritoriul României, reprezintă o treime din cea a suprafeței din România a Podișului Moldovei și se desfășoară de la nord-vest la sud-est, pe o lungime de aproximativ 150 km și de la est la vest, pe o lățime de circa 65 km. Este zona cea mai înaltă a Podișului Moldovei (689 m în Poiana Ciungilor) și are o climă mai răcoroasă și mai umedă, precum și caracteristici bio-pedologice mai apropiate de specificul Europei Centrale decât de cel al Europei de Est.
Diviziunile sale geografice principale sunt:
- Dealurile Cernăuțiului[4]
- Podișul piemontan Ciungi[2]
- Depresiunea Rădăuți[2]

- Culoarul Moldovei[2]
- Podișul Dragomirnei[2]
- Podișul Fălticenilor[2]

- Depresiunea Liteni[2]
- Culmea Siretului[2]
- Culoarul Siretului[2]

Este alcătuit din formațiuni sarmațiene de depozit necutate cu structură monoclinală și litologie variată, respectiv dintr-un complex de argile și marne cu alternanță de nisipuri, la care în sectoare diverse se adaugă orizonturi subțiri de gresii, calcare și conglomerate. Acestea se distribuie sub forma unor orizonturi cu rezistență diferită la eroziune.